# 赫苏斯·奥尔莫斯
赫苏斯·奥尔莫斯·莫雷诺（西班牙語：Jesús Olmos Moreno，1910年7月20日—？），生于奇瓦瓦市，墨西哥前男子篮球运动员。他曾代表墨西哥获得1936年夏季奥运会篮球比赛男子铜牌。